# Shon Weissman
Shon Weissman (hebräisch שון וייסמן; * 14. Februar 1996 in Haifa) ist ein israelischer Fußballspieler. Der Stürmer steht in Spanien beim FC Granada unter Vertrag. Außerdem ist er seit 2019 israelischer Nationalspieler.

## Karriere

### Verein
Weissman begann seine Karriere bei Maccabi Haifa. Im Januar 2014 debütierte er bei seinem Kaderdebüt für die Profis in der Ligat ha’Al, als er am 18. Spieltag der Saison 2013/14 gegen Hapoel Be’er Scheva in der 79. Minute für Ran Abukarat eingewechselt wurde. Bis Saisonende absolvierte er zehn Spiele in der höchsten israelischen Spielklasse. In der darauffolgenden Saison 2014/15 kam er zu zwei Einsätzen in der Liga.
Zur Saison 2015/16 wurde er an den Ligakonkurrenten Hapoel Akko verliehen. Nach 18 Spielen ohne Treffer wurde die Leihe im Januar 2016 vorzeitig beendet und Weissman kehrte zu Haifa zurück. Zur Saison 2016/17 wurde er erneut verliehen, diesmal an den Zweitligisten Maccabi Netanja. Für Netanja absolvierte er 21 Spiele in der Liga Leumit, in denen er zwölf Tore erzielte. Mit Netanja konnte er zu Saisonende als Zweitligameister in die Ligat ha’Al aufsteigen.
Nach dem Ende der Leihe kehrte er zur Saison 2017/18 zunächst zu Haifa zurück und absolvierte ein Spiel für den Verein. Danach wurde er jedoch im August 2017 ein drittes Mal verliehen, diesmal an den Ligakonkurrenten Hapoel Ironi Kirjat Schmona. Im September 2017 erzielte er bei einem 2:0-Sieg gegen MS Aschdod sein erstes Tor in der höchsten israelischen Spielklasse. Bis Saisonende absolvierte er 26 Ligaspiele für Kirjat Schmona, in denen er drei Tore erzielte.
Nach der Saison 2017/18 kehrte er wieder zu Maccabi Haifa zurück. Für den Verein kam er in der Saison 2018/19 zu 25 Ligaeinsätzen und erzielte dabei acht Tore. Zur Saison 2019/20 wechselte Weissman zum österreichischen Bundesligisten Wolfsberger AC, bei dem er einen bis Juni 2021 laufenden Vertrag erhielt. Beim 5:0-Heimsieg gegen die SV Mattersburg am vierten Spieltag erzielte der Israeli vier Treffer. Zuvor hatte er in den ersten drei Saisonspielen bereits drei Tore erzielt. Beim ersten Europa-League-Spiel von Wolfsberg  erzielte Weissman beim 4:0-Sieg gegen Borussia Mönchengladbach das erste Tor der Wolfsberger Vereinsgeschichte in einem europäischen Wettbewerb. Der Stürmer verpasste lediglich eins von 41 Pflichtspielen und war im 4-3-1-2-System sowohl unter Gerhard Struber als auch dessen Nachfolger Ferdinand Feldhofer als Partner von Anderson Niangbo und später von Cheikhou Dieng und Alexander Schmidt gesetzt. Weissman gelangen wettbewerbsübergreifend 37 Tore sowie acht Vorlagen, in der Liga wurde er Torschützenkönig. Mit dem WAC konnte der Israeli sich als Dritter der Meisterrunde erneut für die Gruppenphase der Europa League qualifizieren.
Ende August 2020 wechselte Weissman in die spanische Primera División zu Real Valladolid, wo er einen bis Juni 2024 laufenden Vertrag erhielt.
Ende Januar 2023 wurde er für die Rückrunde der Saison 2022/23 mit Kaufoption an den FC Granada in die Segunda División verliehen. Mit Granada gelang ihm als Meister der Aufstieg in die Primera División und der Verein zog im Sommer 2023 die Kaufoption.
Für die Rückrunde der Saison 2023/24 wechselte er leihweise nach Italien zur US Salernitana.

### Nationalmannschaft
Weissman spielte zwischen 2012 und 2013 für die israelische U17-Auswahl. 2013 kam er in der U18-Mannschaft zum Einsatz. Zwischen 2013 und 2014 spielte er für die U19-Auswahl. Mit dieser nahm er 2014 an der EM teil. Weissman kam in allen drei Spielen Israels zum Einsatz, mit seinem Land musste er jedoch punktelos als Letzter der Gruppe A in der Vorrunde ausscheiden.
2017 debütierte er für die U21-Mannschaft. Im September 2019 gab er sein Debüt in der A-Nationalmannschaft, als er in der EM-Qualifikation gegen Slowenien in der Startelf stand und in der 61. Minute durch Munas Dabbur ersetzt wurde. In den Play-offs musste sich die Mannschaft Schottland im Elfmeterschießen geschlagen geben und verpasste die Endrunde.

## Erfolge
- Torschützenkönig der österreichischen Bundesliga: 2020
- Zweitligameister und Aufstieg in die Primera División: 2022/23 (FC Granada)

## Kontroversen
Nach dem Terrorangriff der Hamas auf Israel im Oktober 2023 teilte Weissman online Tweets, die dazu aufriefen, Gaza „von der Landkarte zu tilgen“ und „200 Tonnen Bomben darauf abzuwerfen“. Er likte Tweets mit verhetzenden Aussagen, unter anderem: „Es gibt keine Unschuldigen, wir müssen sie nicht warnen, bevor man sie bombardiert; löscht Gaza einfach aus“, „Die Kinder von Gaza 2014 sind zu den Mördern von 2023 geworden“ und „Schluss mit Werten; Mitleid oder Menschlichkeit, die man denen gegenüber zeigen muss, ist vorbei“. Nach aufkommender Kritik löschte er die Beiträge kurz nach ihrer Veröffentlichung und bezeichnete sie als „Fehler“.
Im August 2025 platzte ein geplanter Wechsel zum deutschen Zweitligisten Fortuna Düsseldorf, der schon bis zum Medizincheck gediehen war. Nach ausgedehnten Fanprotesten hatte der Verein Aussagen Weissmans überprüft, die lange nach dem 7. Oktober 2023 erfolgten. Nachdem auch der Aufsichtsrat sein Veto eingelegt hatte, nahm der Verein von einer Verpflichtung Weissmans wieder Abstand.

## Persönliches
Weissman ist gläubiger und praktizierender Jude. Im Mai 2019 heiratete er seine Freundin Eden.